# 1471年
| 千纪： | 2千纪 |
| 世纪： | 14世纪 \| 15世纪 \| 16世纪                                                                                 |
| 年代： | 1440年代 \| 1450年代 \| 1460年代 \| 1470年代 \| 1480年代 \| 1490年代 \| 1500年代                           |
| 年份： | 1466年 \| 1467年 \| 1468年 \| 1469年 \| 1470年 \| 1471年 \| 1472年 \| 1473年 \| 1474年 \| 1475年 \| 1476年 |
| 纪年： | 辛卯年（兔年）；明成化七年；越南洪德二年；日本文明三年                                                     |

## 大事记
- 越南後黎朝皇帝黎聖宗與占婆爆發越占戰爭，攻破占婆首都闍槃城，俘占婆國王槃羅茶全而歸。
- 葡萄牙國王阿方索派軍奪取北非的丹吉爾。
- 葡萄牙商人戈麥斯首次抵達迦納海岸。
- 葡萄牙航海家若奧·聖塔倫（英语：João de Santarém）及佩羅·艾斯科巴（英语：Pêro Escobar）發現聖多美島。
- 基輔大公國被立陶宛大公國正式吞併，成為其下屬的基輔省。

## 出生
- 10月7日——弗雷德里克一世，丹麥國王和挪威國王。（1533年去世）

## 逝世
- 5月21日——亨利六世，英国国王。